# Сподаренко Костянтин Григорович
Костянтин Сподаренко (рос. Константин Сподаренко, нар. 25 квітня 1972, Усть-Каменогорськ) — казахський хокеїст, що грав на позиції нападника.

## Ігрова кар'єра
Професійну хокейну кар'єру розпочав 1991 року.
Протягом професійної клубної ігрової кар'єри, що тривала 18 років, захищав кольори команд «Торпедо» (Усть-Каменогорськ), «Подгале» (Новий Тарг), «Нафтовик» (Альметьєвськ), «Енергія» (Кемерово) та «Южний Урал».

## Досягнення
- Чемпіон Казахстану — 1993, 1994, 1995, 1996, 1998.